# Давыдово (Зарайский район)
Давыдово — деревня в Зарайском районе Московской области, в составе муниципального образования сельское поселение Каринское (до 29 ноября 2006 года входила в состав Макеевского сельского округа).

## География
Давыдово расположено в 17 км на юго-восток от Зарайска, на берегу малой речки Рыбенка, бассейна реки нижний Осётрик, высота центра деревни над уровнем моря — 173 м.

## Население
| 2002 | 2006 | 2010 |
| ---- | ---- | ---- |
| 6    | →6   | ↘5   |

## История
Давыдово впервые в исторических документах упоминается в 1690 году, как принадлежавшее роду Пушкиных. В 1790 году в деревне числилось 20 дворов и 138 жителей, в 1858 году — 22 двора и 115 жителей, в 1906 году — 25 дворов и 189 жителей. В 1929 году был образован колхоз «Память Ленина», с 1950 года вошёл в колхоз «Красный колос», с 1960 года — в составе совхоза «Красный колос».